# Agriotes lineatus
Agriotes lineatus es una especie de escarabajo del género Agriotes, tribu Pomachiliini, familia Elateridae. Fue descrita científicamente por Linnaeus en 1767.
Se distribuye por Reino Unido de Gran Bretaña e Irlanda del Norte, Suecia, Francia, Alemania, Suiza, Países Bajos, Noruega, Canadá, Finlandia, Estonia, Federación Rusa, Austria, Estados Unidos, Luxemburgo, Dinamarca, Polonia, Italia, Bélgica, Ucrania, Grecia, Letonia, Lituania, Bielorrusia, Chequia, España, Irlanda, Andorra, Bulgaria, Croacia, Irán, Kazajistán y Eslovaquia. La especie se mantiene activa durante todos los meses del año.